# Einsteinsche Mannigfaltigkeit
Die Einsteinsche Mannigfaltigkeit oder Einsteinmannigfaltigkeit ist ein Begriff aus dem mathematischen Teilgebiet der Differentialgeometrie sowie aus der allgemeinen Relativitätstheorie. Es handelt sich um einen Spezialfall einer (pseudo-)riemannschen Mannigfaltigkeit und wurde nach dem Physiker Albert Einstein benannt.

## Definition
Eine pseudo-riemannsche Mannigfaltigkeit {\displaystyle (M,g)} heißt Einsteinmannigfaltigkeit, falls eine reelle Konstante {\displaystyle \lambda } existiert, so dass
{\displaystyle \operatorname {Ric} _{p}(X,Y)=\lambda \,g_{p}(X,Y)}
gilt. Dabei ist {\displaystyle \operatorname {Ric} _{p}} der (0,2)-Ricci-Tensor und {\displaystyle X,Y\in T_{p}M} für jedes {\displaystyle p\in M.} Die pseudo-riemannsche Metrik {\displaystyle g} heißt unter diesen Gegebenheiten Einsteinmetrik.

## Eigenschaften
- Einsteinsche Mannigfaltigkeiten sind nur für Dimensionen {\displaystyle n\geq 4} von eigenständigem Interesse, da sie für {\displaystyle n=2} und {\displaystyle n=3} mit den Räumen mit konstanter Skalarkrümmung beziehungsweise konstanter Schnittkrümmung zusammenfallen.

- Sei {\displaystyle n\geq 3.} Dann ist eine n-dimensionale pseudo-riemannsche Mannigfaltigkeit einsteinsch genau dann, wenn für jedes {\displaystyle p\in M} eine Konstante {\displaystyle \lambda _{p}} (in Abhängigkeit von {\displaystyle p\,}) existiert, so dass

{\displaystyle \operatorname {Ric} _{p}(X,Y)=\lambda _{p}\,g_{p}(X,Y)}
gilt. Im Unterschied zur Definition ist hier {\displaystyle \lambda _{p}} vom Punkt der Mannigfaltigkeit abhängig.
- Das kartesische Produkt zweier Einsteinmannigfaltigkeiten, welche beide die gleiche Konstante {\displaystyle \lambda } haben, ist wieder eine Einsteinmannigfaltigkeit mit Konstante {\displaystyle \lambda }.

- Die Definition der Einsteinmetrik {\displaystyle g} ergibt sich aus der Aussage, dass {\displaystyle g} eine Lösung der Lambdavakuumgleichungen

{\displaystyle \operatorname {Ric} _{p}(X,Y)-{\frac {1}{2}}\,g_{p}(X,Y)\,s_{p}+g_{p}(X,Y)\,\Lambda =0}
mit der kosmologischen Konstante {\displaystyle \Lambda } und der Skalarkrümmung {\displaystyle s_{p}} ist. Durch Spurbildung in der Gleichung {\displaystyle \operatorname {Ric} _{p}(X,Y)=\lambda \,g_{p}(X,Y)} erhält man 
{\displaystyle s_{p}=n\lambda ,}
dabei bezeichnet {\displaystyle n\,} die Dimension der Mannigfaltigkeit.